# Самуел Жусту
Самуел Жусту (порт. Samuel Justo, нар. 2 квітня 2004, Амадора) — португальський футболіст, півзахисник клубу «Фаренсе», в якому грає в оренді з клубу «Спортінг».

## Клубна кар'єра
Самуел Жусту народився 2004 року в місті Амадора, та є вихованцем футбольної школи клубу «Спортінг». У 2022 році Жусту розпочав грати за другу команду «Спортінга». У 2023 році керівництво «Спортінга» віддало футболіста в оренду до іншого ліссабонського клубу «Каза Піа», в якому півзахисник грав до 2024 року, після чого повернувся до другої команди «Спортінга». У 2025 року Жусту знову віддали в оренду, цього разу до клубу «Фаренсе».

## Виступи за збірні
У 2019 року Самуел Жусту дебютував у складі юнацької збірної Португалії, загалом на юнацькому рівні взяв участь у 34 іграх, відзначившись 6 забитими голами.